# Bartosz Diduszko
Bartosz Mateusz Diduszko (ur. 28 czerwca 1987 w Bytomiu) – polski koszykarz, wychowanek UKS MOSM Bytom, były reprezentant Polski, obecnie występuje w Polskim Cukrze Toruń. 
Jego starszy brat Łukasz również jest koszykarzem.
W 2006 podpisał kontrakt ze Śląskiem Wrocław, wywalczył również miejsce w reprezentacji Polski prowadzonej przez Andreja Urlepa. Diduszko jest dość uniwersalnym zawodnikiem. Jego ulubiona pozycja to niski skrzydłowy, potrafi też grać jako rzucający obrońca. 
W sezonie 2007/2008 notował średnio 3,1 pkt. (26% za 2 pkt., 37% za 3 pkt., 57% za 1 pkt), 1,4 zbiórki i 0,6 asysty na mecz. Sezon 2008/09 zaczął w barwach Śląska Wrocław, jednak po wycofaniu się wrocławskiej drużyny z ligi przeniósł się do innego zespołu występującego w PLK – Znicza Jarosław. W lipcu 2009  podpisał kontrakt z Kotwicą Kołobrzeg. Od czerwca 2010 do stycznia 2011 był zawodnikiem PBG Basketu Poznań. Sezon kończył w Anwilu Włocławek. Na początku sezonu 2011/2012 na krótko był zawodnikiem WKK Wrocław, po czym przeniósł się do Śląska Wrocław. W latach 2012–2014 ponownie reprezentował WKK Wrocław.
W czerwcu 2015 został po raz drugi w karierze zawodnikiem Anwilu Włocławek. 28 czerwca 2016 podpisał umowę z zespołem Polskiego Cukru Toruń.

## Osiągnięcia
Stan na 17 lutego 2020, na podstawie, o ile nie zaznaczono inaczej.
Drużynowe
- Wicemistrz Polski (2017[7], 2019[8])
- 3-krotny brązowy medalista mistrzostw Polski (2007, 2008, 2018)
- Zdobywca:
  - Pucharu Polski (2018)
  - Superpucharu Polski (2018)[9]
- Finalista Pucharu Polski (2008, 2011, 2020[10])

Indywidualne
- MVP:
  - miesiąca PLK (październik 2016)[11]
  - tygodnia EBL (4. kolejka - 2018/2019)[12]
- Najlepszy rezerwowy EBL (2019)[13]
- Uczestnik meczu gwiazd U–21 polskiej ligi (2006)[14]

Reprezentacja
- Uczestnik:
  - kwalifikacji do Eurobasketu (2007)
  - U–18 (2005 – 15. miejsce)
  - U–20 dywizji B (2006 – 4. miejsce, 2007 – 5. miejsce)

## Statystyki
| Sezon     | Drużyna                    | M  | S5 | MPG  | FG% | 3P% | FT% | RPG | APG | SPG | BPG | PPG  |
| --------- | -------------------------- | -- | -- | ---- | --- | --- | --- | --- | --- | --- | --- | ---- |
| 2005/2006 | CKS 1924 Czeladź (I liga)  | 37 |    | 21,0 | 50% | 41% | 71% | 2,7 | 1,4 | 1,5 | 0,2 | 8,2  |
| 2006/2007 | Śląsk Wrocław (PLK)        | 17 | 3  | 8,4  | 17% | 8%  | 0%  | 0,8 | 0,3 | 0,2 | 0,0 | 0,8  |
| 2006/2007 | Śląsk Wrocław II (II liga) | 7  |    |      |     |     |     |     |     |     |     | 15,4 |
| 2007/2008 | Śląsk Wrocław (PLK)        | 31 | 11 | 13,4 | 31% | 37% | 58% | 1,4 | 0,6 | 0,7 | 0,1 | 3,1  |
| 2007/2008 | Śląsk Wrocław II (II liga) | 12 |    |      |     |     |     |     |     |     |     | 18,0 |
| 2008/2009 | Znicz Jarosław (PLK)       | 21 | 3  | 22,5 | 46% | 33% | 67% | 2,1 | 1,3 | 1,1 | 0,2 | 6,5  |
| 2009/2010 | Kotwica (PLK)              | 18 | 14 | 29,3 | 45% | 33% | 62% | 3,1 | 1,1 | 1,6 | 0,2 | 10,7 |
| 2010/2011 | PBG Basket (PLK)           | 11 | 8  | 16,2 | 40% | 20% | 83% | 2,3 | 0,9 | 0,9 | 0,0 | 4,3  |
| 2010/2011 | Anwil (PLK)                | 10 | 0  | 9,4  | 41% | 25% | 67% | 1,7 | 0,6 | 0,1 | 0,3 | 2,9  |
| 2011/2012 | WKK Wrocław (II liga)      | 11 |    | 29,9 | 55% | 32% | 75% | 6,5 | 2,8 | 1,9 | 0,2 | 20,2 |
| 2011/2012 | Śląsk Wrocław (PLK)        | 33 | 2  | 16,7 | 43% | 21% | 73% | 3,5 | 0,9 | 0,8 | 0,2 | 5,0  |